# ماثيو جيدير
ماثيو جيدير هو أستاذ في جامعة باريس ومدير الأبحاث في المعهد الوطني الفرنسي للصحة والبحث الطبي (INSERM). باحث في اللسانيات المعلوماتية من حيث انطباقها على دراسات الحضارة العربية والترجمة، وقد شغل مناصب أستاذية أخرى في جامعات مرموقة بما في ذلك مدرسة الترجمة الفورية (ETI) في جامعة جنيف بسويسرا (2007 إلى 2011).
والدكتور غيدير هو مؤسس المنظمة غير الحكومية السويسرية للوسطاء الدوليين متعددي اللغات (MIM ، سويسرا)، وحائز على جائزة الملك عبد الله بن عبد العزيز العالمية للترجمة (من فائزي الدورة الثامنة) بسبب جهوده الفردية في الترجمة من وإلى العربية. كما حصل على جائزة فولبرايت (Fulbright) الأمريكية في عام 2006 لتطوير أبحاثه في علم النفس الترجمي. كما شغل منصب رئيس تحرير المجلة الفرنسية لأساتذة اللغات الجامعيين، Les Langues Modernes ، من 2001 إلى 2003.
وفي عام 2015، كان أيضًا مدير فريق برنامج أبحاث الاتحاد الأوروبي في غرب إفريقيا ومنطقة الساحل. وفي 2018، مدير فريق برنامج أبحاث الامم المتحدة في منطقة الخليج العربي.
نشر الدكتور غيدير أكثر من 40 كتابًا بالفرنسية وترجمت العديد من كتبه إلى العربية والإنجليزية وعدة لغات أخرى منها: الإيطالية، الإسبانية ، البرتغالية، واليابانية، إلخ.
وخلال التسعينيات، اشتغل د. غيدير على القضايا المتعلقة بالاتصالات العالمية من وإلى اللغة العربية. ونشر العديد من الكتب من أشهرها: الإعلان والترجمة The Multilingual Communication. ، De Boeck ، 2008)، والعراق في الترجمة: فن خسارة الحرب دون معرفة لغة الخصم: De l'art de perdre guerre sans connaître la langue de son adversaire ، Jacob-Duvernet، 2008).

## الشهائد والمؤهلات
بدأ اهتمام د. ماتيو غيدير بدراسة العالم العربي عندما أمضى سنواته الثمانية عشر الأولى في بلدان مختلفة من إفريقيا والشرق الأوسط. وهناك تلقى تعليمه باللغات الفرنسية والإنجليزية والعربية. وبعد نجاحه بامتياز في الثانوية العامة، التحق بباريس حيث بدأ دراسته الجامعية في جامعة السوربون. فدرس الأدب الفرنسي والأدب العربي وثقافات الشرق الأوسط على مستوى البكالوريوس ثم الماجستير. ثم التحق بالمدرسة العليا للمترجمين الفوريين Ecole supérieure de cadres interprètes traducteurs وتخرج منها عام 1995 برتية الأول. ثم حصل في عام 1997 على درجة التبريز في اللغة والثقافة العربية، قبل أن يحصل على درجة الدكتوراه في الترجمة واللغويات من جامعة باريس السوربون.
وباختصار، الاستاد جيدير حاصل على درجة الدكتوراه في اللسانيات. والماجستير في الترجمة واللغويات، ودبلوم ماجستير في اللغة الفرنسية، وماجستير في الدراسات العربية، بالإضافة إلى بكالوريوس في الدراسات الشرقية، وبكالوريوس في الأدب الفرنسي. كما أنه حاصل على دبلوم HDR (الكفاءة في الإشراف على أبحاث الدكتوراه) منذ عام 2005. وقد أشرف على العديد من أطروحات الدكتوراه بالفرنسية والإنجليزية والعربية. ويجيد عدة لغات بما في ذلك اللهجات العربية. ونشر الدكتور غيدير كتبا باللغات العربية والفرنسية والإنجليزية.

## الحياة المهنية والمناصب الجامعية
بعد حصوله على درجة أستاذ ميرز (1997)، أصبح الدكتور جيدير أستاذًا مساعدا (Maître de Conférences) في جامعة ليون 2 في فرنسا، حيث قام بتدريس اللغويات والترجمة من 1998 إلى 2003. وبعد أحداث 11 سبتمبر 2001 ، تم تعيين الدكتور غيدير أستاذًا في الأكاديمية العسكرية الفرنسية (سان سير) في عام 2003. وأثناء توليه هذا المنصب (الذي استمر حتى عام 2007)، كان أيضًا مديرًا لمركز تحليل المعلومات الاستراتيجية (LAISVT) في مركز أبحاث الأكاديمية العسكرية (CREC Saint-Cyr).
وفي عام 2007، التحق الدكتور جيدير بجامعة جنيف (سويسرا)، حيث تم تعيينه أستاذًا لدراسات الترجمة والرصد متعدد اللغات. وكان أيضًا مديرًا لقسم الترجمة الفرنسية ورئيسًا لمجموعة الأبحاث حول الترجمة التحريرية والشفهية (GRETI ، جنيف).
وهو مؤسس علم اللغة الاستباقي، وهو علم ناشئ يدرس العلاقة بين العلامات اللغوية والتصرفات البشرية باعتبارها نشاطًا مقصودًا وهادفًا وواعيًا وذات مغزى. وفي عام 2015، نشر كتابًا باللغة الفرنسية يلخص عمله في اللسانيات الاستباقية: "La Linguistique Prédictive: de la cognition à l'action". وجذب هذا الكتاب انتباه العديد من الباحثين في العالم وبدأ علم اللغة الاستباقي في النمو في المؤتمرات والندوات الدولية.
وفي كتابه الأخير حول الترجمة الطبية في عصر الوباء (2020)، يشرح العوامل الثقافية للترجمة في المجال الطبي ويؤكد على أن الترجمة العلمية مستمدة من معايير تاريخية وسياسية وتعليمية. ومن خلال تقديم ترجمات شاملة للنصوص الطبية والبروتوكولات السريرية، يقدم أدلة على أن معظم المترجمين خلال أزمة الوباء (كوفيد -19) يعملون تحت ضغط اجتماعي وسياسي غير مسبوق.
منذ 2020، نشر الاستاذ الدكتور جيدير عدة كتب باللغة الفرنسية والانجليزية عن التطبيقات التكنولوجية للسانيات الاستباقية في ميدان الصحة والطب من أهمها: علم الصدمات النفسية (2020)، علم الجريمة النفساني اليوم (2023)، اللغة الداخلية: استكشاف الصحة العقلية من خلال اللسانيات الاستباقية (2024).

## أعمال مختارة
- The Language Within : Exploring Mental Health Through Predictive Linguistics. (Psynum (Publishing. ISBN-13  : 979-8876838797
- La psychocriminologie aujourd’hui, (Psynum, 2023. ISBN: 979-8877951563
- Voyage thérapeutique en Andalousie. (Psynum, 2023). ASIN : B0CS3ZDYMM
- La Traduction médicale à l'heure de la pandémie (Editions L'Harmattan، 2020).
- La traductologie arabe : théorie، pratique، enseignement (Editions L'Harmattan، 2018).
- La Guerre des Islamismes (Editions Gallimard، 2017).
- Le Retour du Califat (Editions Gallimard، 2016).
- Atlas du Terrorisme islamiste (Éditions Autrement، 2017).
- Terreur: la nouvelle ère (Editions Autrement ، 2015).
- La Linguistique prédictive: de la cognition à l'action (Editions L'Harmattan، 2015).
- Etat du monde arabe (Éditions De Boeck ، 2015).
- Sexe et charia (Éditions du Rocher ، 2014).
- Le Printemps islamiste: démocratie et charia (Éditions Ellipses ، 2012).
- Atlas des pays arabes (Éditions Autrement، 2012).
- Le Choc des révolutions arabes (Éditions Autrement، 2011؛ nouvelle édition 2012).
- (Éditions Autrement ، 2010)Les Nouveaux Terroristes . (Éditions Le Manuscrit ، 2009) Obama Inchallah .
- Le Manuel de recrutement d'Al-Qaida (Éditions du Seuil، 2006).
- Riche comme un oignon (Editions Ellipses ، 2008). Introduction à la traductologie (Éditions De Boeck ، 2008)
- La Communication multilingue (Éditions De Boeck ، 2008)
- Irak in Translation ou De l'art de perdre une guerre sans connaître la langue de son adversaire (Éditions Jacob-Duvernet، 2008).
- La Traduction arabe (Editions Ellipses ، 2005).
- La poésie arabe classique (Éditions Ellipses ، 2005).
- Dictionnaire multilingue de la Défense (Éditions Ellipses ، 2004).
- Méthodologie de la recherche (Éditions Ellipses ، 2004).
- كلمات: le vocabulaire arabe (Éditions Ellipses ، 2003).
- Manuel de Traduction français-arabe (Éditions Ellipses ، 2002).
- معجم ثنائي اللغة للعربية (Éditions du Temps ، 2001).
- Publicité et Traduction (Editions L'Harmattan، 2000).

## روابط خارجية
- الموقع الرسمي